# Natri nitrat
Natri nitrat là hợp chất hoá học có công thức NaNO3. Muối này còn được biết đến với cái tên diêm tiêu Chile hay diêm tiêu Peru (do hai nơi này có lượng trầm tích lớn nhất) để phân biệt với kali nitrat, là một chất rắn màu trắng tan trong nước. Dạng khoáng vật còn có tên là nitratin, nitratit hay soda niter.
Natri nitrat được dùng như một chất nguyên liệu; trong phân bón, nghề làm pháo hoa, nguyên liệu của bom khói, chất bảo quản, và như một tên lửa đẩy, cũng như thủy tinh và men gốm. Hợp chất này đang được khai thác cho các mục đích trên.

## Lịch sử
Những chuyến hàng natri nitrat đầu tiên đến châu Âu cập bến ở Anh vào khoảng những năm 1820-1825, nhưng không tìm được khách hàng nào và bị đổ xuống biển để tránh thuế. Tuy nhiên, cùng với thời gian, các mỏ muối ở Nam Mỹ đã trở thành một nguồn kinh doanh màu mỡ (năm 1859, cả nước Anh tiêu thụ tổng cộng 47.000 tấn). Chile tiến hành cuộc chiến với liên minh Peru và Bolivia trong cuộc chiến tranh Thái Bình Dương 1879-1884 và tiếp quản nguồn quặng lớn nhất. Năm 1919, Ralph Walter Graystone Wyckoff khám phá ra cấu trúc tinh thể của nó nhờ dùng phương pháp tinh thể học tia X.